# Híres máltaiak listája
Ez a Máltához kötődő hírességek listája betűrendben, állampolgárságtól függetlenül.
- Ġorġ Abela (*1948) politikus, köztársasági elnök (2009–2014)
- Girolamo Abos (1715–1760) zeneszerző
- Gilbert Agius (*1974) válogatott labdarúgó
- Kaila Agius válogatott kosárlabdázó
- Joseph Aquilina (1911–1997) nyelvész
- Paul Asciak (*1923) operaénekes
- Larry Attard (*1951) lovas hajtó, a kanadai Hírességek Csarnokának tagja
- Esther Azzopardi (*1981) válogatott labdarúgó, nemzetközi játékvezető
- Mario Azzopardi (*1950) filmrendező
- Rachel Bajada (*1982) francia médiaszemélyiség és modell
- Joseph Baldacchino (1894–1974) régész
- Alexander Ball (1756–1809) brit tengerésztiszt, Málta civil biztosa (1798-1800, 1802-1809)
- Agatha Barbara (1923–2002) politikus, köztársasági elnök (1982–87)
- Paul Boffa (1890–1962) politikus, miniszterelnök (1947–50)
- Ġorġ Borġ Olivier (1911–1980) politikus, miniszterelnök (1950–55, 1962–71)
- Joe Borġ (*1952) politikus
- Kevin Borg (*1986) énekes, a Sweden's Idol 2008 győztese
- OJ Borg (*1979) angol-máltai rádiós és televíziós
- Ruzar Briffa (1906–1963) költő
- Rebecca Brincat Thoresen (*1978) ausztrál-máltai válogatott kosárlabdázó
- Francesco Buhagiar (1876–1934) miniszterelnök (1923–24)
- Anton Buttiġieġ (1912–1983) költő, köztársasági elnök (1976-1981)
- Ray Buttiġieġ (*1955) költő, zeneszerző, producer
- Anthony Callea (*1982) énekes, az Australian idol résztvevője (2004)
- Joseph Calleia (1897–1975) színész
- Joseph Calleja (*1978) operaénekes, tenor
- Giuseppe Calì (1846–1930) festő
- Charles Camilleri (1931–2008) zeneszerző
- George Camilleri (*1952) gozói író, tanár
- Joe Camilleri (*1948) énekes, dalszerző, szaxofonos
- Terry Camilleri (*1949) színész
- Nicolas Caruana, "Nicky Bomba" (*1963) a John Butler Trio dobosa
- Ray Caruana (*1953) énekes
- Ġlormu Cassar (1520–1592) építész
- Jon Cassar (*1958) filmrendező, producer
- Vittorio Cassar (1550k–1607) építész
- Arnold Cassola (*1956) az Alternattiva Demokratika párt vezetője
- Pietru Caxaro (†1485) jegyző, az első máltai nyelvemlék, a Kantilena szerzője
- Charles Clews (1919–2009) színész
- Nicolas Cotoner (1608–1680) spanyol, a Máltai lovagrend nagymestere (1663-1680)
- Pietru Pawlu Cremona (*1946) domonkos szerzetes, Málta érseke
- Robert Cremona (*1956) zeneszerző
- Ivan De Battista (*1977) színész
- Simone De Battista (*1977) színész
- Edward De Bono (*1933) máltai-brit pszichológus, a laterális gondolkodás kitalálója
- Joseph De Piro (1877–1933) pap, a Szent Pál Missziós Társaság (MSSP) alapítója
- Sir Adrian Dingli (1817–1900) jogász, politikus
- Tumas Dingli (1591–1666) építész
- Tony Drago (*1965) snooker játékos
- Loretta Ellul Soria ausztrál-máltai válogatott kosárlabdázó
- Richard England (*1937) építész
- Fabrizio Faniello (*1981) énekes
- Edward Fenech Adami (*1934) miniszterelnök (1987–96, 1998–2004), köztársasági elnök (2004–2009)
- Jeff Fenech (*1964) ausztrál-máltai korábbi világbajnok bokszoló
- Mario Fenech máltai-ausztrál rögbijátékos, filmszínész
- Joe Ferrante (*1951) kanadai festő
- Danielle Fishel (*1981) színész
- Joseph Flores (1907–1974) bíró, politikus, a parlament szóvivője
- Henry Frendo (*1948) történész
- Oliver Friġġieri (1947–2020) író, egyetemi tanár
- Lorenzo Gafà (1638–1703) építész
- Melchiorre Gafà (1636–1667) szobrász
- George Gatt (*1960) énekes, dalszerző
- Godfrey Gauci válogatott kosárlabdázó
- Miriam Gauci (*1957) operaénekes
- Natalie Gauci (*1981) énekes
- Lawrence Gonzi (*1953) miniszterelnök (2004–2013)
- Joe Grech (1934–2024) énekes, dalszerző
- Mario Grech (*1957) egyházjogász, Gozo püspöke
- Martin Grech (*1983) énekes, dalszerző
- Justin Haber (*1981) válogatott labdarúgó
- Ferdinand von Hompesch zu Bolheim (1744–1805) német, a Máltai lovagrend nagymestere (1797–1799)
- Blanche Huber (1901–1940) az első női orvos Málta történetében
- Albert Hyzler (1916–1993) politikus, ügyvivő köztársasági elnök (1981–1982)
- Nicolas Isouard (1775–1818) zeneszerző
- Oreste Kirkop (1923–1998) operaénekes, filmszínész
- Jean-Paul de Lascaris-Castellar (1560–1657) francia, a Máltai lovagrend nagymestere (1636-1657)
- Ira Losco (*1981) énekes, dalszerző
- Ġorġ Mallia (*1957) kommunikációkutató, szerző, rajzoló
- Francesco Maltese (1610–1670) festő
- Anthony Mamo (1909–2008) politikus, Málta főkormányzója (1971-1974), majd első köztársasági elnöke (1974-1976)
- Guido de Marco (1931–2010) köztársasági elnök (1999–2004)
- Francesco Masini (1894–1964) politikus, a Gozo Párt alapítója
- Edward Mercieca (*1959) színész
- Shaun Micallef (*1962) színész
- Walter Micallef (*1955) énekes, dalszerző
- Anthony J. Mifsud színész, énekes, dalszerző
- George Mifsud Chircop (1951–2007) tudós
- Immanuel Mifsud (*1967) író
- Michael Mifsud (*1981) válogatott labdarúgó
- Karmenu Mifsud Bonniċi (*1933) politikus, miniszterelnök (1984-1987)
- Ugo Mifsud Bonniċi (*1932) politikus, köztársasági elnök (1994-1999)
- Antoinette Miggiani (*1937) operaénekes
- David Millar (*1977) kerékpáros
- Duminku Mintoff (1916–2012) politikus, miniszterelnök (1955–58, 1971–84)
- Enrico Mizzi (1885–1950) politikus, miniszterelnök (1950)
- Suzanne Mizzi (*1967) modell
- Angelo Muscat (1930–1977) színész
- Brent Muscat (*1967) gitáros
- Joseph Muscat (*1974) politikus, az Európai Parlament tagja (2004–2008) a Munkáspárt vezetője (2008-)
- Carmelo Pace (1906–1993) zeneszerző, professzor
- Laurie Pace (*1966) korábbi válogatott dzsúdózó
- Ronaldo Pace (*1960) feltaláló
- Ignazio Panzavecchia (1855–1925) pap, politikus, a Máltai Politikai Unió alapítója
- Arvid Pardo (1914–1999) diplomata
- Manuel Pinto de Fonseca (1681–1773) portugál, a Máltai lovagrend nagymestere (1741-1773)
- (Szent) Ġorġ Preca (1880–1962) pap, a Keresztény Tanítás Társaságának (M.U.S.E.U.M.) alapítója, a katolikus egyház első máltai szentje
- Karmenu Psaila (1871–1961) pap, költő, nyelvész
- Martín de Redín (1579–1660) spanyol, Szicília alkirálya (1656-1657), a Máltai lovagrend nagymestere (1657-1660)
- Emmanuel de Rohan-Polduc (1725–1797) francia, a Máltai lovagrend nagymestere (1775-1797)
- Joe Sacco (*1960) rajzoló
- Alfred Sant (*1948) politikus, miniszterelnök (1996–98)
- André Schembri (*1986) válogatott labdarúgó
- Karl Schembri (*1978) író, újságíró
- Antonio Sciortino (1879–1947) szobrász
- Chiara Siracusa (*1976) énekes
- Donat Spiteri (*1922) bibliakutató
- Sharleen Spiteri (*1967) énekes
- Marc Storace (*1949) énekes
- Gerald Strickland (1861–1940) politikus, miniszterelnök (1927–32), Tasmania, Nyugat-Ausztrália és Új-Dél-Wales kormányzója
- Vincent "Ċensu" Tabone (*1913) orvos, politikus, köztársasági elnök (1989–1994)
- John J. Tabone úszó, több országos rekord birtokosa
- Melissa Tkautz (*1974) színész, énekesnő
- Kym Valentine (*1977) színész
- Jean Parisot de La Valette (1494–1568) francia, a Máltai lovagrend nagymestere (1557-1568)
- Mikiel Anton Vassalli (1764–1829) nyelvész, a máltai nyelv egyik harcosa
- Carmel Vassallo (*1954) a Máltai Fegyveres Erők (Armed Forces of Malta) parancsnoka
- Ashleigh Vella (*1990) ausztrál-máltai válogatott kosárlabdázó
- António Manuel de Vilhena (1663–1736) portugál, a Máltai lovagrend nagymestere (1722-1736)
- Philippe de Villiers de L’Isle-Adam (1464–1534) francia, a Máltai lovagrend nagymestere (1521-1534)
- Alof de Wignacourt (1547–1622) francia, a Máltai lovagrend nagymestere (1601-1622)
- Mikiel Xerri (1737–1799) pap, a megszálló franciák elleni ellenállás mártírja
- Martin Xuereb (*1968) a Máltai Fegyveres Erők (Armed Forces of Malta) parancsnoka
- Paul Xuereb (1923–1994) politikus, ügyvivő köztársasági elnök (1987-1989)
- Anton Zammit (*1964) nemzetközi labdarúgó-játékvezető
- Emanuel Zammit (*1956) egykori nemzetközi labdarúgó-játékvezető
- Temistochles Zammit (1864–1935) régész, múzeumigazgató